# Ruston (Washington)
Ruston è un comune degli Stati Uniti d'America, situato nello Stato di Washington, nella Contea di Pierce.